# Reforma lui Stolîpin
Reformele agrare ale lui Stolîpin au fost o serie de schimbări structurale ale sectorului agricol din Imperiul Rus inițiate de Piotr Stolîpin, președintele Consiliului de miniștri. Cele mai multe, dacă nu toate reformele, erau bazate pe recomandările „Conferinței speciale pentru modernizarea industriei rurale” care avusese loc în perioada 1901-1903, în timpul mandatului ministrului de finanțe Serghei Witte.

## Cadrul general
Scopul reformelor a fost transformarea formei tradiționale a agriculturii ruse, obșcina (obștea sătească). Iobagii care au fost eliberați în urma  emancipării din 1861 erau lipsiți de capacitatea financiară de a-și cumpăra pământurile pe care trăiau și munceau și au rămas datori statului pentru perioade de timp de până la 49 de ani. Printre presupusele lipsuri ale obștilor sătești era sistemul proprietății comune, distribuirea pe o suprafață prea mare a loturilor individuale, bazate pe numărul membrilor de familie și controlul puternic al capilor de familie. Stolîpin, fiind un conservator ferm, dorea de asemenea să elimine sistemul comunal mir și să reducă radicalismul din rândul țăranilor, prevenind rebeliunile politice viitoare, așa cum au cele care au apărut în timpul Revoluției din 1905. Stolîpin a crezut că, dacă va oferi țăranilor propriile lor proprietăți agricole, va crea o clasă a producătorilor agricoli orientați către profit, iar din punct de vedere politic va transforma țărănimea într-o clasă conservatoare, așa cum era cazul în Europa Occidentală.
Reformele lui Stolîpin au început cu proclamarea dreptului inviolabil la proprietate a țăranului asupra pământului pe care îl lucrează (ucazul din 9 noiembrie 1906). Reformele lui Stolîpin au abolit sistemul obștilor sătești și l-a înlocuit cu o formă capitalistă de proprietate agricolă, punând accent pe proprietatea privată și sprijinirea formelor moderne de exploatare agricolă. 
Reformele au avut ca rezultate: 
- Dezvoltarea fermelor individuale (hutore/cătune);
- Apariția cooperativelor agricole;
- Dezvoltarea învățământului agricol;
- Răspândirea noilor de metode de îmbunătățiri funciare;
- Crearea unor linii de credit pentru țărani;
- Crearea unui „Partid Agrar” care să reprezinte interesele fermierilor.

Reformele agrare ale lui Stolîpin au fost aplicate de stat într-o campanie cuprinzătoare în perioada 1906 – 1914. Acest sistem s-a deosebit de cel impus în deceniul al treilea în timpul colectivizării agriculturii, fiind mai degrabă o continuare a programului inițiat de Serghei Witte. Diferențele față de programul lui Witte nu au ținut în principal de ritmul alert al modificărilor, ci de faptul că reformele lui Stolîpin se adresau exclusiv sectorului agricol, includeau lărgirea drepturilor individuale ale fermierilor și erau susținute și de ministerul de interne. Aceste reforme au pus fundațiile sistemului agricol bazat regulile economiei de piață pentru țărănimea rusă. 
Principalii miniștri implicați în aplicarea reformelor agricole au fost premierul și ministrul de interne Stolîpin, ministrul agriculturii și domeniilor statului Alexandr Krivoșein și ministrul de finanțe Vladimir Kokovțov, care avea să devină succesorul lui Stolîpin la funcția de prim-ministru. 
Reformele lui Stolîpin și beneficiile pe care le-au adus ele au fost anulate de programul agricol al guvernului sovietic din deceniul al treilea. 

## Colonizarea
Migrația spre Siberia a crescut în mod semnificativ ca urmare a expansiunii căii ferate transsiberiene și a altor căi ferate la est de Munții Urali și Marea Caspică. Se estimează că între 1890 și 1914, peste 10 milioane de persoane au migrat de bună-voie din Rusia de vest spre regiuni la răsărit de Urali.
Migrarea populației a fost încurajată de „Comitetul căii ferate transsiberiene”, care era condus personal de țarul Nicolae al II-lea. Reformele agricole ale lui Stolîpin au inclus avantaje pentru relocare pentru țăranii care se mutau în Siberia. Departamentul emigrării a fost creat în 1906 în cadrul ministerului agriculturii. Acest departament a organizat și sprijinit coloniștii în timpul primilor lor ani în noile așezări. Coloniștii primeau în medie 16,5 hectare de pământ pe om. Au fost alocate în total 21 milioane de hectare. Coloniștii au primit un mic ajutor financiar din partea statului, scutiri de taxe și au beneficiat de ajutor calificat din partea agențiilor de stat constituite special pentru ajutorarea țăranilor relocați.
Se apreciază că aproximativ 2,8 milioane dintre cei 10 milioane de coloniști din Siberia care s-au relocat între 1908 și 1913 s-au stabilit aici ca urmare a acestui program. Populația regiunilor de la est de Ural a crescut astfel de 2,5 ori până la izbucnirea primului război mondial.

## Inițiativele cooperatiste
Ca urmare a reformelor agrare ale lui Stolîpin au fost dezvoltate un număr de noi tipuri de cooperative, printre care cooperative de credit financiar sau cooperative de producție și de consum. Numeroase elemente ale programelor cooperatiste ale lui Stolîpin au fost mai târziu încorporate în primele programe agricole sovietice, ceea ce a demonstrat influența pe termen lung a gândirii premierului rus. 